# Maia Lumsdenová
Maia Lumsdenová (* 10. ledna 1998 Glasgow) je britská profesionální tenistka. Ve své dosavadní kariéře na okruhu WTA Tour nevyhrála žádný turnaj. V sérii WTA 125 vybojovala jednu deblovou trofej. V rámci okruhu ITF získala tři tituly ve dvouhře a osm ve čtyřhře.
Na žebříčku WTA byla ve dvouhře nejvýše klasifikována v říjnu 2019 na 250. místě a ve čtyřhře v květnu 2024 na 67. místě.

## Tenisová kariéra
Jako desetiletá žákyně byla považována za největší britský talent ve své věkové kategorii. Trénovala ve skotské národní akademii při Univerzitě ve Stirlingu pod vedením hlavního kouče Tobyho Smithe a mentorky Judy Murrayové. V roce 2012 se stala jedničkou na evropském žebříčku 14letých a vyhrála žákovský Orange Bowl po finálovém vítězství nad krajankou Gabriellou Taylorovou. Následující sezónu ovládla juniorské mistrovství Velké Británie 16letých ve dvouhře a po boku Taylorové také ve čtyřhře.

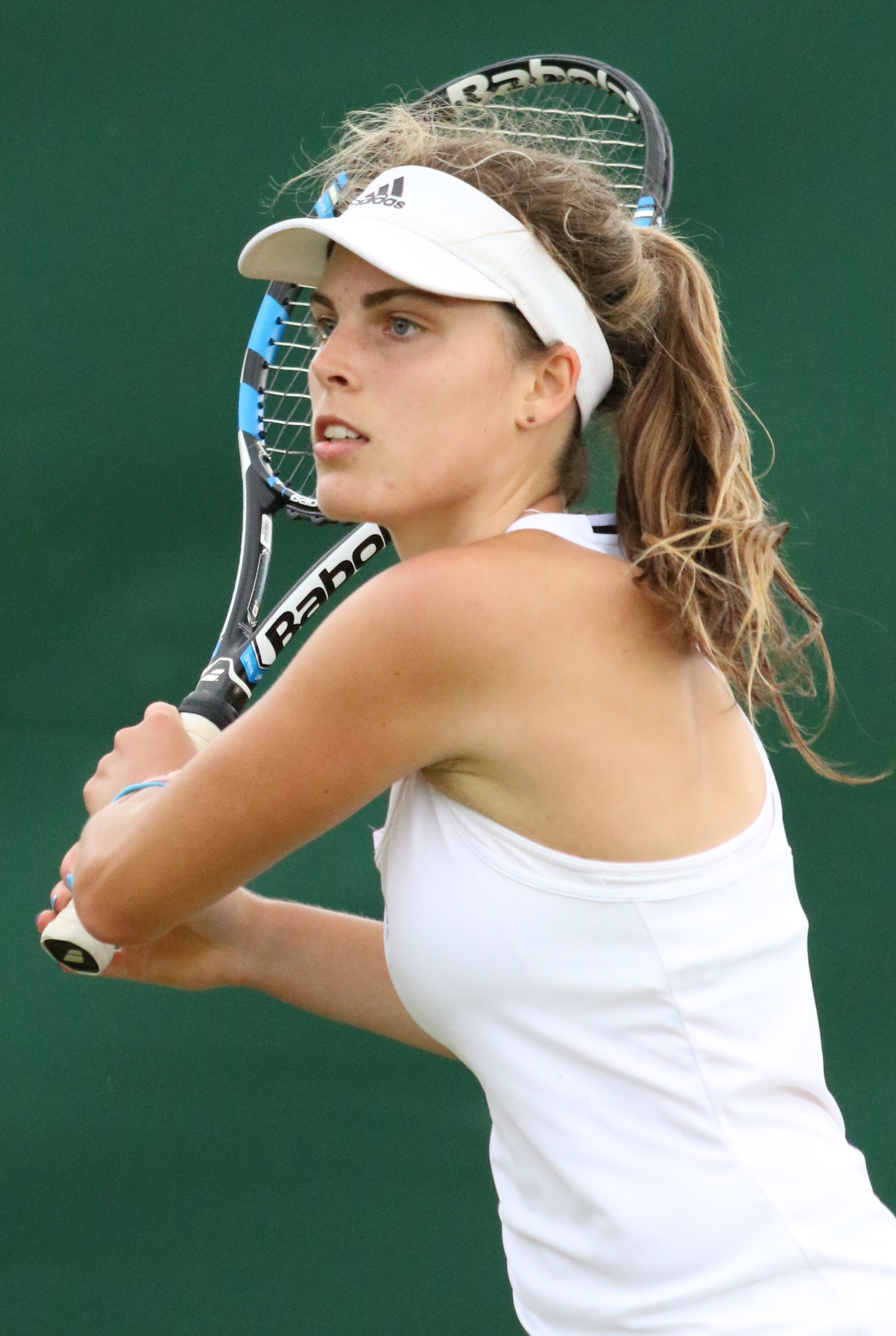
Bekhend v kvalifikaci Wimbledonu 2016, kde ji vyřadila Tereza Smitková

V rámci juniorského grandslamu se ve dvouhře nejdále probojovala přes světovou dvojku Belisovou  do třetího kola Wimbledonu 2014 a ve čtyřhře si zahrála semifinále na US Open 2014 a čtvrtfinále ve Wimbledonu 2015 a US Open 2015. Na juniorském kombinovaném žebříčku ITF nejvýše figurovala během března 2015 na 41. příčce.
Na okruhu ITF debutovala v říjnu 2012, když na turnaji v rodném Glasgowě dotovaném 25 tisíci dolary postoupila z kvalifikace. V úvodním kole podlehla krajance Lise Whybournové ze čtvrté světové stovky. Premiérový titul v této úrovni tenisu vybojovala během února 2017 v severoanglickém metropolitním distriktu Wirral, na halovém turnaji s rozpočtem 15 tisíc dolarů. Do finále prošla přes Eminu Bektasovou a čtvrtou nasazenou Harmony Tanovou. V něm pak zdolala Polku Maju Chwalińskou. Hlavní soutěž okruhu WTA Tour si poprvé zahrála po obdržení divoké karty na Nature Valley Open 2019 v Nottinghamu. Prvního vítězství dosáhla v duelu s britskou kvalifikantkou Tarou Mooreovou, než ji ve druhém kole vyřadila nejvýše nasazená světová osmadvacítka Caroline Garciaová.
Hlavní grandslamové soutěže se premiérově zúčastnila ve čtyřhře Wimbledonu 2023, do níž nastoupila s krajankou Naikthou Bainsovou na divokou kartu. O postupu z prvního kola proti jedenáctým nasazeným Anně Danilinové a I-fan Süové rozhodly až ziskem tiebreaku ve druhé a supertiebreaku ve třetí sadě. Přes Slovenky Hrunčákovou a Mihalíkovou pak postoupily jako první ryze britský pár po 40 letech do čtvrtfinále wimbledonského debla. V něm jejich cestu soutěží zastavily turnajové trojky Storm Hunterová s Elise Mertensovou. Bodový zisk ji poprvé v kariéře posunul do elitní světové stovky deblového žebříčku WTA.

## Finále na okruhu WTA Tour

### Čtyřhra: 1 (0–1)
| Legenda            |
| ------------------ |
| Grand Slam (0)     |
| Turnaj mistryň (0) |
| WTA 1000 (0)       |
| WTA 500 (0)        |
| WTA 250 (0–1 Č)    |

| Stav       | č. | datum          | turnaj         | povrch     | spoluhráčka      | soupeřky ve finále                | výsledek |
| ---------- | -- | -------------- | -------------- | ---------- | ---------------- | --------------------------------- | -------- |
| Finalistka | 1. | 21. dubna 2024 | Rouen, Francie | antuka (h) | Naiktha Bainsová | Tímea Babosová Irina Chromačovová | 3–6, 4–6 |

## Finále série WTA 125

### Čtyřhra: 3 (1–2)
| Legenda       |
| ------------- |
| WTA 125 (1–2) |

| Stav       | č. | datum         | turnaj                      | povrch    | spoluhráčka         | soupeřky ve finále                     | výsledek      |
| ---------- | -- | ------------- | --------------------------- | --------- | ------------------- | -------------------------------------- | ------------- |
| Finalistka | 1. | srpen 2023    | Grodzisk Mazowiecki, Polsko | tvrdý     | Naiktha Bainsová    | Katarzyna Kawaová Elixane Lechemiová   | 3–6, 4–6      |
| Vítězka    | 1. | říjen 2023    | Rouen, Francie              | tvrdý (h) | Jessika Ponchetová  | Anna Bondárová Kimberley Zimmermannová | 6–3, 7–6(7–4) |
| Finalistka | 2. | prosinec 2023 | Limoges, Francie            | tvrdý (h) | Oxana Kalašnikovová | Cristina Bucșová Jana Sizikovová       | 4–6, 1–6      |

## Tituly na okruhu ITF
| Dotace turnajů okruhu ITF | Dotace turnajů okruhu ITF |
| ------------------------- | ------------------------- |
| 100 000 $ tournaments     | 80 000 $ tournaments      |
| 60 000 $ tournaments      | 40 000 $ tournaments      |
| 25 000 $ tournaments      | 15 000 $ tournaments      |

### Dvouhra (3 tituly)
| Č. | datum         | turnaj                         | povrch    | poražená finalistka | výsledek      |
| -- | ------------- | ------------------------------ | --------- | ------------------- | ------------- |
| 1. | únor 2017     | Wirral, Spojené království     | tvrdý (h) | Maja Chwalińská     | 6–4, 6–1      |
| 2. | listopad 2017 | Sunderland, Spojené království | tvrdý (h) | Freya Christieová   | 6–4, 6–0      |
| 3. | listopad 2018 | Shrewsbury, Spojené království | tvrdý (h) | Valeria Savinychová | 6–1, 4–6, 6–3 |

### Čtyřhra (11 titulů)
| Č.  | datum         | turnaj                         | povrch    | spoluhráčka         | poražené finalistky                          | výsledek            |
| --- | ------------- | ------------------------------ | --------- | ------------------- | -------------------------------------------- | ------------------- |
| 1.  | duben 2017    | Hammámet, Tunisko              | antuka    | Panna Udvardyová    | Fernanda Britová Fanny Östlundová            | 6–4, 5–7, [10–4]    |
| 2.  | říjen 2017    | Wirral, Spojené království     | tvrdý (h) | Samantha Murrayová  | Alicia Barnettová Laura Sainsburyová         | 6–4, 6–3            |
| 3.  | listopad 2017 | Sunderland, Spojené království | tvrdý (h) | Eleni Kordolaimiová | Alicia Barnettová Sarah Beth Greyová         | 2–6, 6–2, [11–9]    |
| 4.  | květen 2022   | Nottingham, Spojené království | tvrdý     | Naiktha Bainsová    | Kimberly Birrellová Alexandra Osborneová     | 3–6, 7–6(6), [11–9] |
| 5.  | Jul 2022      | Roehampton, Spojené království | tvrdý     | Naiktha Bainsová    | Lauryn John-Baptisteová Katarína Strešnáková | 6–1, 7–6(4)         |
| 6.  | říjen 2022    | Trnava, Slovensko              | tvrdý (h) | Mariam Bolkvadzeová | Conny Perrinová Diāna Marcinkēvičová         | 6–2, 6–3            |
| 7.  | únor 2023     | Glasgow, Spojené království    | tvrdý (h) | Ella McDonaldová    | Dominika Šalková Anna Sisková                | 3–6, 6–1, [13–11]   |
| 8.  | duben 2023    | Nottingham, Spojené království | tvrdý     | Naiktha Bainsová    | Ankita Rainová Rutudža Bhosaleová            | 6–1, 6–4            |
| 9.  | duben 2023    | Calvi, Francie                 | tvrdý     | Naiktha Bainsová    | Ankita Rainová Estelle Cascinová             | 6–4, 3–6, [10–7]    |
| 10. | květen 2023   | Nottingham, Spojené království | tvrdý     | Naiktha Bainsová    | Lu Ťia-ťing Jelena Malõginová                | 4–6, 6–4, [10–6]    |
| 11. | říjen 2023    | Glasgow, Spojené království    | tvrdý (h) | Francisca Jorgeová  | Freya Christieová Olivia Gadecká             | 6–3, 6–1            |